# Pastime Paradise
"Pastime Paradise" är en sång av Stevie Wonder från hans album Songs in the Key of Life. Den är även skriven av honom. Rapparen Coolio gjorde en cover på låten under namnet "Gangsta's Paradise".